# Neil Broad
Neil Broad (Cidade do Cabo, 22 de novembro de 1966) é um ex-tenista profissional britânico, era um especialista em duplas.

## Olimpíadas

### Duplas: 1 (0–1)
| Resultado | Ano  | Campeonato | Piso | Parceiro   | Oponentes                      | Placar        |
| --------- | ---- | ---------- | ---- | ---------- | ------------------------------ | ------------- |
| Prata     | 1996 | Atlanta    | Duro | Tim Henman | Todd Woodbridge Mark Woodforde | 4–6, 4–6, 2–6 |